# Crossarchus
Crossarchus là một chi động vật có vú trong họ Cầy mangut, bộ Ăn thịt. Chi này được F. G. Cuvier miêu tả năm 1825. Loài điển hình của chi này là Crossarchus obscurus F. G. Cuvier, 1825, by original designation (Melville and Smith, 1987).

## Hình ảnh

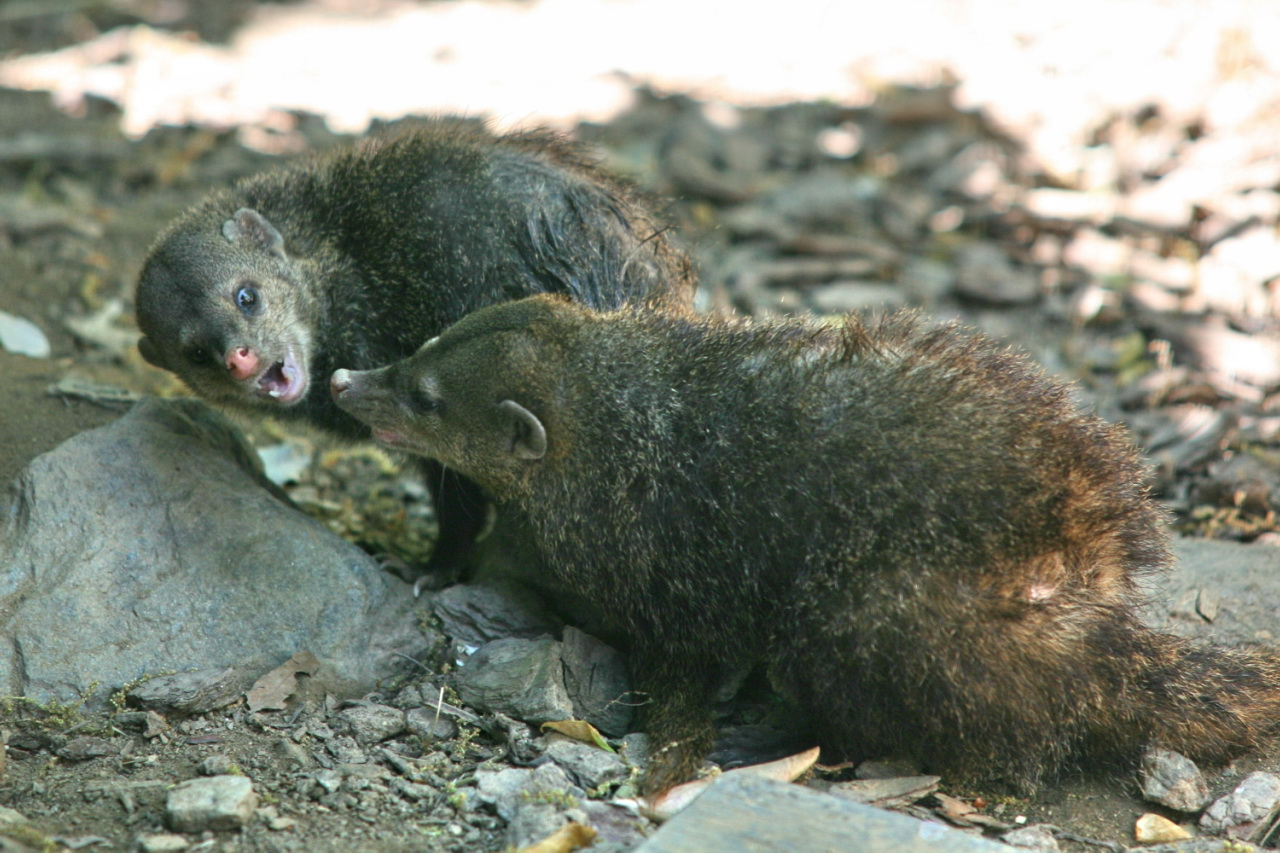
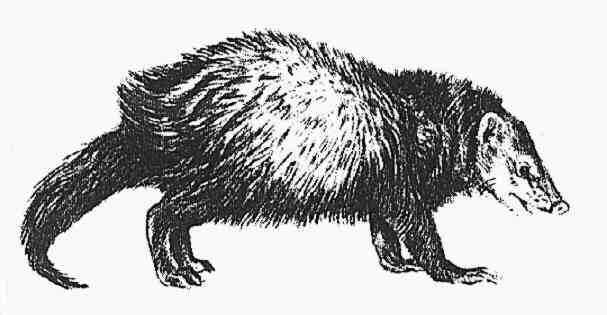

## Các loài
Chi này gồm các loài: